# Monster of the Deep: Final Fantasy XV
Monster of the Deep: Final Fantasy XV (モンスター オブ ザ ディープ: ファイナルファンタジーXV, Monsutā obu za Dīpu: Fainaru Fantajī Fifutīn) é um jogo eletrônico de simulação em realidade virtual desenvolvido e publicado pela Square Enix. Ele foi lançado em 21 de novembro de 2017 exclusivamente para PlayStation VR. O título faz parte de um projeto multimídia construído ao redor do mundo e personagens do jogo eletrônico Final Fantasy XV. Em Monster of the Deep, os jogadores interagem com os quatro personagens principais de Final Fantasy XV enquanto participam de atividades de pescaria em vários locais.
Um conteúdo em realidade virtual para Final Fantasy XV estava sendo considerado a algum tempo antes do lançamento do jogo. Monster of the Deep foi o primeiro projeto em realidade virtual desenvolvido pela Square Enix. Sua forma inicial era de um conteúdo extra de tiro em primeira pessoa para o jogo principal, com um demo tendo sido criado ao redor desse conceito. Entretanto, ele foi alterado para uma simulação de pescaria a fim de proporcionar uma imersão maior aos jogadores. O título foi elogiado por seus visuais, mas criticado pela jogabilidade simples e por vários problemas nos controles.

## Jogabilidade

Imagem da jogabilidade de Monster of the Deep, mostrando o jogador tentando pescar um dos peixes do jogo.

Monster of the Deep: Final Fantasy XV é um jogo eletrônico de simulação em realidade virtual que se passa em Eos, um mundo similar a Terra moderna que também serve de ambientação para Final Fantasy XV. O jogador participa de atividades de pescaria e caça em lagoas em diferentes partes do mundo com o objetivo de pescar vários tipos de peixes, ao mesmo tempo que interage com o protagonista Noctis Lucis Caelum e seus três companheiros: Gladiolus Amicita, Ignis Scientia e Prompto Argentum. O principal objetivo é capturar o "monstro" do título, um peixe poderoso que pode atacar o jogador no final do jogo. O jogo é dividido em diferentes modos que são acessados através de um mundo base, sendo possível escolher entre missões de história, missões de caça em que o jogador vai atrás de peixes específicos e um modo de livre navegação para se pescar de forma recreativa nos diversos lagos disponíveis. Por ser uma experiência em realidade virtual, os jogadores tem uma visão de 360 graus de seus arredores.

## Desenvolvimento
Monster of the Deep: Final Fantasy XV faz parte do Final Fantasy XV Universe, um projeto multimídia baseado ao redor do jogo eletrônico Final Fantasy XV que incluí episódios de história, um anime e um filme. Ele surgiu porque a história de XV era grande o bastante para cobrir vários jogos, porém a equipe não desejava criar jogos adicionais, assim decidiram conceber mídias adicionais. XV e suas mídias relacionadas possuem uma conexão temática com a Fabula Nova Crystallis Final Fantasy, um conjunto de jogos que compartilham uma mitologia em comum, porém possuem histórias e mundos separados. Apesar do mundo de XV ter se distanciado da marca por motivos de divulgação, ele ainda utiliza elementos da mitologia e do projeto geral. Diferente da maioria dos outros títulos do Final Fantasy XV Universe, que estrearam antes do lançamento do jogo principal, Monster of the Deep foi desde o início planejado para sair um ano depois, fazendo parte do conteúdo pós-lançamento planejado pela Square Enix.
Um conteúdo de realidade virtual para o jogo principal foi testado em seus momentos mais passivos, porém foi descartado pois exigiria que o jogador usasse o óculos de realidade virtual por horas. Hajime Tabata, diretor de XV, comentou que um conteúdo de realidade virtual fora sugerido pela Sony Interactive Entertainment para seu novo console, o PlayStation VR. A equipe estava inicialmente relutante, porém concordaram com uma colaboração depois de experimentarem por si mesmos os óculos. Monster of the Deep foi o primeiro projeto em realidade virtual desenvolvido pela Square Enix. A versão original do jogo era um tiro em primeira pessoa envolvendo o personagem de Prompto Argentum. O título recontava os eventos do demo comercial Final Fantasy XV: Episode Duscae de 2015 e originalmente seria um conteúdo para download para o jogo principal. A narrativa e estrutura de Episode Duscae precisaram serem refeitas por causa da natureza da realidade virtual e por entrar em conflito com as mecânicas de jogabilidade presentes em XV. Na época, a equipe também estava considerando conteúdos semelhantes envolvendo os outros membros do grupo principal de personagens.
O projeto de realidade virtual foi reavaliado internamente pela Square Enix depois da revelação do protótipo original, chegando-se a conclusão que as mecânicas de tiro não eram imersivas muito menos divertidas o bastante, além de necessitarem de um período de desenvolvimento muito maior. Foi decidido que uma simulação de pescaria permitiria que a equipe alcançasse os dois objetivos, assim o conteúdo de realidade virtual de XV foi completamente retrabalhado. A equipe de Monster of the Deep chegou a realizar uma viagem de pesca para Yokohama junto com Kazuaki Iwasawa, o supervisor de personagens de Kingsglaive: Final Fantasy XV, por causa da experiência dele com pescaria. Isto foi feito para que os desenvolvedores tivessem experiência em primeira mão para que pudessem colocar dentro do jogo.

## Lançamento
O jogo foi revelado pela primeira vez sob sua forma original durante a Electronic Entertainment Expo (E3) de 2016. Apesar de ter sido inferido por seu anúncio oficial que todo XV estaria jogável em PlayStation VR, isto foi posteriormente clarificado que o conteúdo em realidade virtual estaria limitado à parte de tiro do jogo. Sua data de lançamento passou de junto com o jogo original em 30 de setembro de 2016, para "improvável de ser lançado junto com o jogo" até "algum tempo depois de 30 de setembro". Ele até mesmo perdeu o lançamento do PlayStation VR em outubro. O título não recebeu uma data de lançamento oficial depois de XV ter sido adiado para 29 de novembro, porém na época ainda estava sendo planejado para ser lançado como um conteúdo para download gratuito em algum momento depois da estreia. O projeto foi revelado sob o nome de Monster of the Deep na E3 de 2017 com lançamento inicialmente previsto para setembro do mesmo ano. Em vez de ser um conteúdo para download, o projeto passou a ser um jogo autônomo que poderia ser jogado sem a necessidade de se ter XV. O título foi finalmente lançado em 21 de novembro.

## Recepção
O protótipo inicial de tiro em primeira pessoa apresentado na E3 de 2016 teve uma recepção ruim por parte dos jornalistas que o jogaram. Griffin McElroy da Polygon o criticou severamente por ser muito simplista, dizendo que o "evento estava cheio de jogos que estão usando a plataforma para executar algumas ideias muito legais, porém a experiência VR de Final Fantasy 15 não era uma delas", complementando ao afirmar que "era inflexivelmente simples, e sua única faceta não era particularmente divertida". Patrick Klepek da Kotaku teve opinião semelhante, comentando que o jogo "não tira vantagem significativa da realidade virtual" e concluindo com "as mecânicas não são satisfatórias. Você segura um botão, aponta na direção do monstro e vence!". Andrew Webster da The Verge escreveu que "é difícil juntar muito entusiasmo para o elemento VR" já que o título tinha tão pouco em comum com a série Final Fantasy, com Webster comparando-o com o arcade The House of the Dead. Jeff Grubb da VentureBeat chegou a chamá-lo de "o pior jogo VR que eu já joguei de um estúdio profissional", também dizendo que ele parecia um simples jogo de tiro de arcade. Por outro lado, Meghan Sullivan da IGN se impressionou de forma geral mesmo admitindo que a jogabilidade era simples, citando um sentimento de imersão e nostalgia que era impossível de ser sentido sem a realidade virtual, chegando até mesmo a "chorar de felicidade".
Monster of the Deep por sua vez teve uma recepção mista, possuindo um índice de aprovação de 62/100 no agregador de resenhas Metacritic. Chris Carter da Destructoid gostou do jogo de forma geral, elogiando sua imersão, atmosfera e diversão proporcionada, finalizando ao dizer que "É bobo o bastante para funcionar para o seleto grupo daqueles que se encaixam em todos os requerimentos para colocá-lo para funcionar". Tyler Treese da PlayStation LifeStyle também gostou, elogiando a diversão proporcionada e a chance de ver o mundo de XV a partir de uma perspectiva diferente, porém criticou a mecânica de se jogar a linha na água e a história fraca; ele resumiu o título como "não apenas o melhor jogo de pescaria que eu já joguei em realidade virtual, mas um verdadeiro deleite para fãs de Final Fantasy". Jim Hargreaves da The Sixth Axis comentou que os visuais eram bonitos e que Monster of the Deep chegava a ser divertido pelas primeiras horas, porém afirmou que suas mecânicas simples o deixavam repetitivo depois de um tempo, concluindo ao dizer que "Não é a experiência VR que fãs de [Final Fantasy] estavam esperando". Jason Faulkner da Game Revolution também elogiou os visuais, mas falou que os controles tinham problemas que quebravam. Cory Wells da Hardcore Gamer repetiu que os visuais eram bem feitos, entretanto escreveu que os controles eram "uma bagunça" e a jogabilidade defeituosa, resumindo Monster of the Deep como uma "tragédia em termos de experiência VR".